# Roma-Napoli-Roma 1950
La Roma-Napoli-Roma 1950, ventisettesima edizione della corsa, si svolse dal 20 al 22 aprile 1950 su un percorso di 471 km, suddiviso su 2 tappe (entrambe  suddivise in 2 semitappe). La vittoria fu appannaggio del francese Jean Robic, che completò il percorso in 12h22'51", precedendo l'italiano Fausto Coppi ed il connazionale Louison Bobet.

## Tappe
| Tappa  | Data      | Percorso                             | km               | Vincitore di tappa | Leader cl. generale |
| ------ | --------- | ------------------------------------ | ---------------- | ------------------ | ------------------- |
| 1ª-1   | 20 aprile | Roma > Frosinone (cron. individuale) | 81               | Jean Robic         | Jean Robic          |
| 1ª-2   | 20 aprile | Frosinone > Napoli                   | 145              | Serse Coppi        | Jean Robic          |
|        | 21 aprile | giorno di riposo                     | giorno di riposo | giorno di riposo   | giorno di riposo    |
| 2ª-1   | 22 aprile | Napoli > Latina                      | 168              | Fausto Coppi       | Fausto Coppi        |
| 2ª-2   | 22 aprile | Latina > Roma (cron. individuale)    | 77               | Jean Robic         | Jean Robic          |
| Totale | Totale    | Totale                               | 471              |                    |                     |

## Dettagli delle tappe

### 1ª tappa, 1ª semitappa
- 20 aprile: Roma > Frosinone – Cronometro individuale – 81 km

Risultati
| Pos. | Corridore           | Squadra | Tempo    |
| ---- | ------------------- | ------- | -------- |
| 1    | Jean Robic          | Cilo    | 1h29'41" |
| 2    | Fausto Coppi        | Bianchi | a 29"    |
| 3    | Rik Van Steenbergen | Mercier | a 3'56"  |

| Pos. | Corridore  | Squadra | Tempo |
| ---- | ---------- | ------- | ----- |
| 1    | Jean Robic | Cilo    | ?     |

### 1ª tappa, 2ª semitappa
- 20 aprile: Frosinone > Napoli – 145 km

Risultati
| Pos. | Corridore          | Squadra | Tempo    |
| ---- | ------------------ | ------- | -------- |
| 1    | Serse Coppi        | Bianchi | 4h19'27" |
| 2    | Luciano Maggini    | Taurea  | s.t.     |
| 3    | Virgilio Salimbeni | Legnano | s.t.     |

| Pos. | Corridore  | Squadra | Tempo |
| ---- | ---------- | ------- | ----- |
| 1    | Jean Robic | Cilo    | ?     |

### 2ª tappa, 1ª semitappa
- 22 aprile: Napoli > Latina – 168 km

Risultati
| Pos. | Corridore    | Squadra | Tempo    |
| ---- | ------------ | ------- | -------- |
| 1    | Fausto Coppi | Bianchi | 4h44'42" |
| 2    | Nedo Logli   | Ganna   | a 1"     |
| 3    | Jean Robic   | Cilo    | a 47"    |

| Pos. | Corridore    | Squadra | Tempo |
| ---- | ------------ | ------- | ----- |
| 1    | Fausto Coppi | Bianchi | ?     |

### 2ª tappa, 2ª semitappa
- 22 aprile: Latina > Roma – Cronometro individuale – 77 km

Risultati
| Pos. | Corridore           | Squadra | Tempo    |
| ---- | ------------------- | ------- | -------- |
| 1    | Jean Robic          | Cilo    | 1h45'18" |
| 2    | Fausto Coppi        | Bianchi | a 9"     |
| 3    | Rik Van Steenbergen | Mercier | a 14"    |

| Pos. | Corridore     | Squadra | Tempo     |
| ---- | ------------- | ------- | --------- |
| 1    | Jean Robic    | Cilo    | 12h22'51" |
| 2    | Fausto Coppi  | Bianchi | a 8"      |
| 3    | Louison Bobet | Guerra  | a 3'17"   |

## Classifiche finali

### Classifica generale
| Pos. | Corridore           | Squadra            | Tempo     |
| ---- | ------------------- | ------------------ | --------- |
| 1    | Jean Robic          | Cilo               | 12h22'51" |
| 2    | Fausto Coppi        | Bianchi-Ursus      | a 8"      |
| 3    | Louison Bobet       | Guerra-Ursus       | a 3'17"   |
| 4    | Rik Van Steenbergen | Mercier-Hutchinson | a 4'41"   |
| 5    | Nedo Logli          | Ganna-Ursus        | a 8'01"   |
| 6    | Fiorenzo Magni      | Wilier Triestina   | a 9'20"   |
| 7    | Adolfo Leoni        | Legnano-Pirelli    | a 10'14"  |
| 8    | Marcel Kint         | -                  | a 11'51"  |
| 9    | Giovanni Corrieri   | Bartali            | a 17'13"  |
| 10   | Alfredo Martini     | Taurea-Pirelli     | a 17'19"  |